# Klerksdorp
 Klerksdorp  es una localidad sudafricana ubicada en el distrito de Matlosana fundada en 1837 por los voortrekkers. Lleva el nombre del primer magistrado de la localidad Jacob de Clerq. 

## Historia
Hubo un auge económico tras descubrir oro en 1886, pero las dificultades de su extracción supusieron el declive económico a partir de los años 1890. Tras la batalla de Ysterspruit, los británicos construyeron campos de concentración donde murieron de malnutrición muchas personas. 
La ciudad vuelve a conocer una nueva prosperidad económica a partir de los años 1930, con la explotación minera de oro y uranio.
En 2000, el área metropolitana de Klerksdorp se amalgama con las ciudades de Orkney, Kanana, Jouberton, Stilfontein, Khuma, Hartebeesfontein y Tigane en una nueva región llamada Matlosana desde 2007. 

## Celebridades
- Aquí nació Desmond Tutu.
- El jugador de críquet Marco Jansen.

- Datos: Q1015647
- Multimedia: Klerksdorp / Q1015647